# Jacques Futrelle
Jacques Futrelle (9. dubna 1875 Pike County, Georgie - 15. dubna 1912 Titanic, Atlantik) byl americký spisovatel detektivek. Vytvořil postavu superdetektiva S. F. X. Van Dusena alias Myslícího stroje.
Zahynul při ztroskotání lodě Titanic, když odmítl nastoupit do záchranného člunu a dal přednost ženám a dětem.